# Noriker (Pferd)

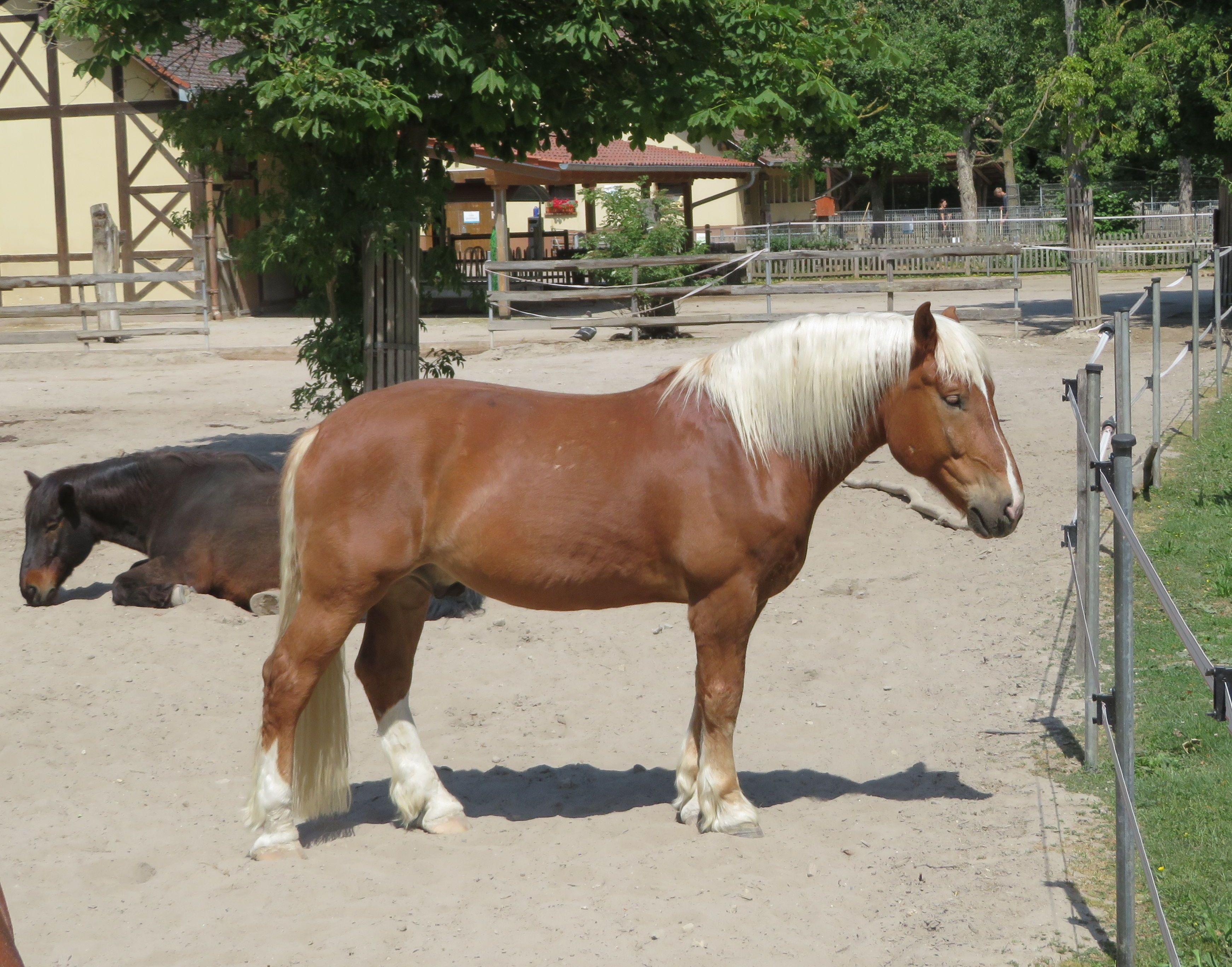
Süddeutsches Kaltblut im Tiergarten Worms (Fellfarbe Lichtfuchs).

Der Noriker (auch Pinzgauer) ist ein mittelschweres, kräftiges und ausdauerndes Gebirgskaltblutpferd. Das Zuchtgebiet umfasst die Gebirgslagen der österreichischen und deutschen Alpen. Das Süddeutsche Kaltblut ist eine aus dem Norikerpferd hervorgegangene Kaltblutrasse, in welche ab dem Zweiten Weltkrieg auch andere Rassen eingekreuzt wurden. Ein kleinerer Typ des Norikers war der Abtenauer, der in Abtenau gezüchtet wurde, mittlerweile aber in der modernen Norikerpopulation Österreichs aufgegangen ist.
Hintergrundinformationen zur Pferdebewertung und -zucht finden sich unter: Exterieur, Interieur und Pferdezucht.

## Exterieur
Der Noriker ist ein mittelschweres, langrechteckiges und trittsicheres Kaltblutpferd mit kompaktem, gut bemuskelten Körper und kräftigem Fundament. Eine Besonderheit des Norikers liegt in der Vielfalt der vorkommenden Farben, neben den am stärksten vertretenen Rappen, Braunen und Füchsen in unterschiedlichsten Schattierungen sind die Mohrenköpfe, Tiger- und Plattschecken immer wieder ein Blickfang. 

## Interieur
Der Noriker ist ein kräftiges, ausdauerndes Kaltblutpferd und gilt als sehr wendige und trittsichere Rasse mit ausgeglichenem Charakter. Jahrhundertelange Selektion auf diesen gutmütigen Charakter mit Sinn für eigenständiges Arbeiten schufen das ausgeglichene Temperament dieser Rasse. Diese Eigenschaften, verbunden mit einem außergewöhnlich guten Schritt und einem gut sitzbaren Trab machen das Noriker-Pferd zu einem sicheren Freizeitpartner für alle Sparten der Freizeitreiterei. Noriker werden sowohl als Sport-, Reit- wie auch als Kutsch- und neuerdings wieder als Arbeitspferde eingesetzt.

## Zuchtgeschichte
Die Ursprünge des Norikers sind nicht, wie seit Ende des 19. Jahrhunderts oft angenommen, bei römischen Legionärspferden zu suchen. Diese Ansicht wurde vom österreichischen Tierarzt Dr. Suchanka geprägt. Seitdem wird diese These, die historisch nicht nachweisbar ist, unhinterfragt repetiert. Ausschließlich der Name hat römische Wurzeln und stimmt mit dem geografischen Verbreitungsgebiet überein (römische Provinz Noricum). Die bei den Ausgrabungen (zwischen 800 und 300 v. Chr.) gefundenen Trensen, Zaumzeuge, 2-achsigen Kultwägen und einachsigen Streitwägen zeugen vom hohen Stand der hippischen Kultur der Kelten in den Alpen, in einer Zeit als Rom erst in den Geburtswehen lag.
Im Mittelalter war das Norikerpferd ein Saumpferd und gewährleistete den Warenverkehr zwischen den italienischen Seehäfen und den jenseits der Alpen liegenden Städten wie Salzburg und München. Sehr früh in der Rassengeschichte des Norikers spielten barocke Pferde eine große Rolle. Mit der Gründung des erzbischöflichen Salzburger Gestüts Rief 1565 begann die Phase der Veredelung durch Neapolitanische und Spanische Hengste, welche ihren Einfluss bis 1806 auf das Norikerpferd ausübten. Bis heute sind deren Merkmale im Exterieur sichtbar: Ramsköpfe kombiniert mit geschwungenen Oberlinien und üppigem Langhaar sind häufig bei Rappen oder Mohrenköpfen anzutreffen. Die Mohrenköpfe (Blauschimmel mit schwarzem Kopf) beziehen ihre Bezeichnung direkt aus der barocken italienischen Bezeichnung capo moro. Neben Mohrenköpfen hat sich auch die Tigerzeichnung bis in die moderne Zeit erhalten, im Gegensatz zu anderen europäischen Pferderassen. Ab 1903 wurde diese Rasse in einem Zuchtbuch geführt und somit in Reinzucht bis heute erhalten.
Salzburg war und bleibt das Hauptzuchtgebiet der Noriker und darf laut Bestimmungen der EU das Ursprungszuchtbuch führen.

### Entwicklung in Österreich im 20. Jahrhundert

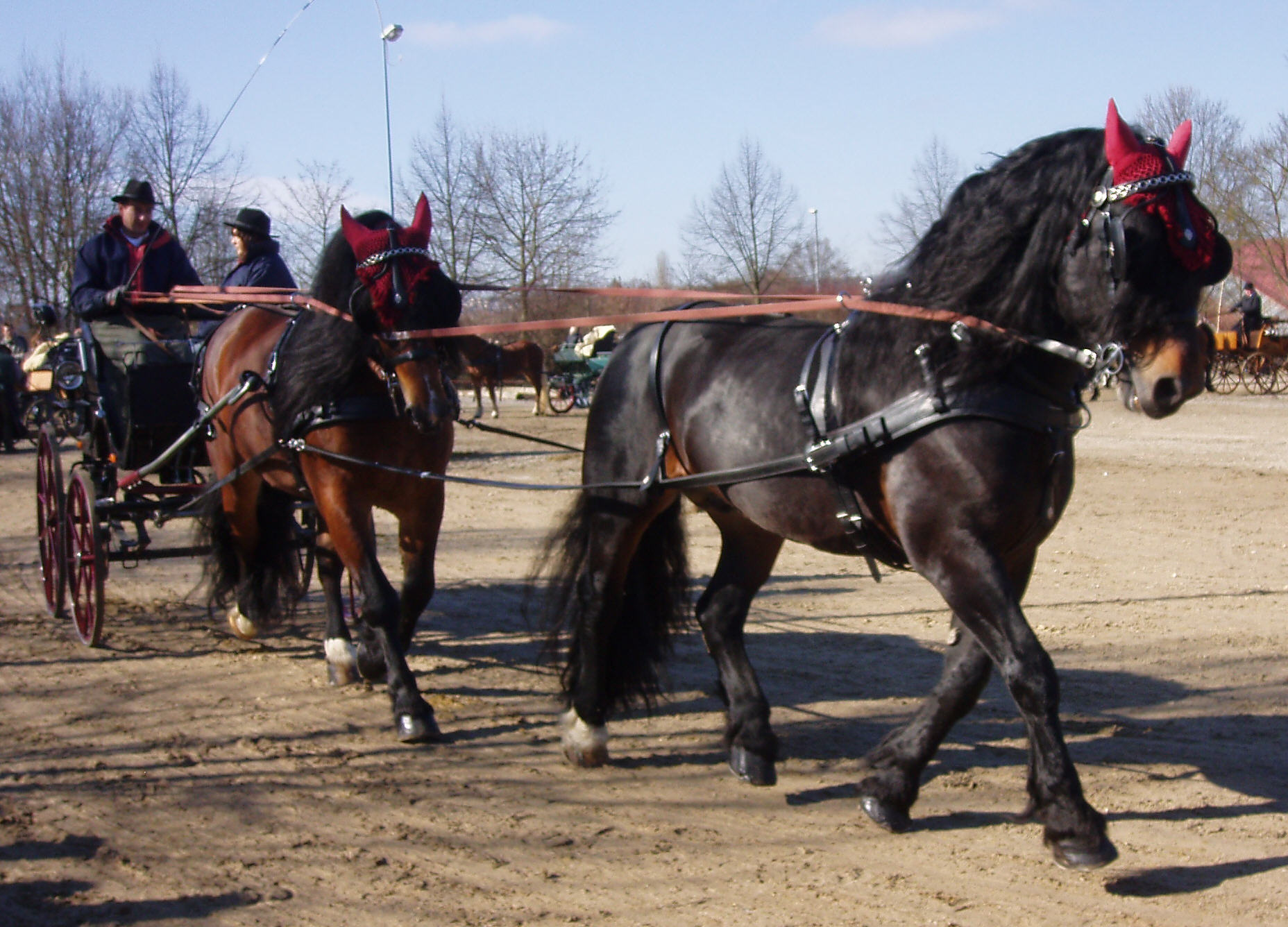
Noriker in Tandemanspannung

1960 waren rund 80 % der österreichischen Pferde Noriker. 1968 wurden in Österreich noch 34.510 Noriker gezählt. Bis 1978 verminderte sich deren Bestand auf ein Viertel.
Durch den steigenden Einsatz im Sport- und Freizeitbereich hat der Noriker in den letzten Jahren wieder neu an Bedeutung gewonnen und ist dank der ländlichen Reitergruppen nicht ausgestorben. Heute erfreut sich diese starke Rasse gerade bei Brauchtumsveranstaltungen und im Reit- und Fahrsport größter Beliebtheit, auch als Arbeitspferd gewinnt der Noriker wieder an Bedeutung.

### Hengstlinien der Noriker

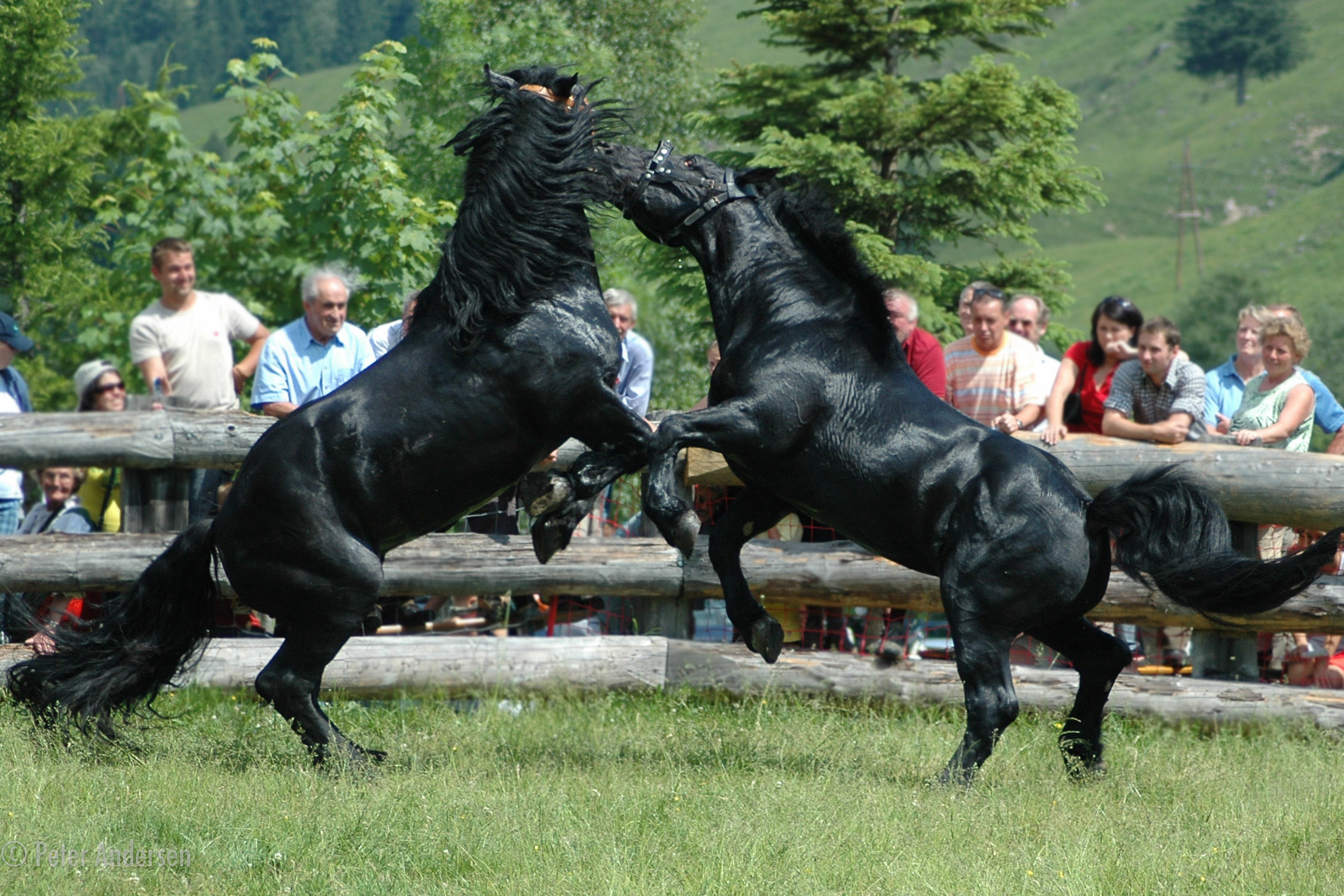
Hengstauftrieb Rauris: Die besten Noriker-Deckhengste werden gemeinsam auf der Grieswiesalm den Sommer verbringen. Um Auseinandersetzungen auf der Alm zu vermeiden, wird bereits vorher der Leithengst ermittelt.

Heute existieren beim Noriker fünf Hengstlinien:
Vulkan-Linie: Die Vulkanlinie ist seit ihren Anfängen die zahlenmäßig stärkste Linie. Über 50 % der Noriker gehören heute der Vulkan-Linie an. Sie wurde von dem braunen Hengst 13 Vulkan 635, geboren 1887 im Pinzgau, begründet. Der Grund für diese Dominanz war, dass die Gründerhengste und ihre Nachfolger Vertreter des erwünschten schweren Wirtschaftstyps waren.
Nero-Linie: Die Nero-Linie ist die zweitgrößte Linie, die durch den Hengst 554 liz. Nero gegründet wurde. Der bekannteste unter ihnen ist der Fuchs 1378 Stoissen-Nero V/977. Der 1933 geborene Hengst entspricht auch heute noch voll den Vorstellungen der zeitgemäßen Norikerzucht. Nach Typ, Modell und Ausdruck von Kraft und Adel ist dieser Hengst in hohem Maße Leitbild für das Zuchtziel des Norikers geworden.(zit. Schöfl) Besonders sein trockener, edler ausdrucksstarker Kopf entspreche dem gewünschten Kaltblutadel. Die Gründe für die starke Verbreitung der Nero-Linie sind vergleichbar mit denen der Vulkanlinie.
Diamant-Linie: Die Diamant-Linie war bis in die fünfziger Jahre des vorigen Jahrhunderts (20.) die zweitstärkste Linie, sie wurde aber in weiterer Folge von der Nero-Linie zurückgedrängt. Der Begründer dieser Linie ist 367 Bravo 149, 1877 geboren. Der Name der Linie stammt von seinem 1903 geborenen Urenkel 216 Diamant 496. Diese Pferde sind durchwegs sehr typvolle Kaltblüter mit Temperament, Adel und mit viel Gangvermögen. Heute ist die Diamantlinie nur mit wenigen Norikern vertreten.
Schaunitz-Linie: Die Schaunitz-Linie geht auf den 1888 in Tirol geborenen Hengst Amor zurück. Namensgeber der Linie war einer seiner beiden Söhne, 255 Schaunitz. Er wurde 1896 geboren. Pferde aus der Schaunitz-Linie waren in früheren Zeiten bekannt für ihr Temperament und ihr Gangvermögen. Ihr lebhafter Charakter dürfte auch der Grund für die problematische Situation dieser Linie in den 1980er Jahren gewesen sein, als der Fortbestand der Linie nur über drei Hengste gesichert war. In der letzten Zeit trifft vor allem der Schaunitz-Pferdetyp den Geschmack des modernen Norikerzüchters. Das lebhafte Temperament, aufgerichtete Hälse und Vorwärtsdrang in der Bewegung verhelfen diesem ehemals bedrohten Zweig zu einem neuen Höhenflug.
Elmar-Linie: Die Hengste der Elmar-Linie sind hauptsächlich tigerfarben, gegründet wurde sie durch den 1886 geborenen Hengst 80 Arnulf 55. In dieser Linie ist der barocke Einfluss am deutlichsten. Neben der Farbe tendieren typische Elmar-Pferde zum Quadratformat, leichterem Kaliber, ramsköpfigen Profilen. Der Anteil der Noriker aus der Elmar-Linie ist klein, schön gezeichnete Tiger sind sehr begehrt.

## Brandzeichen

Brandzeichen eines Norikerpferdes (Österreich)

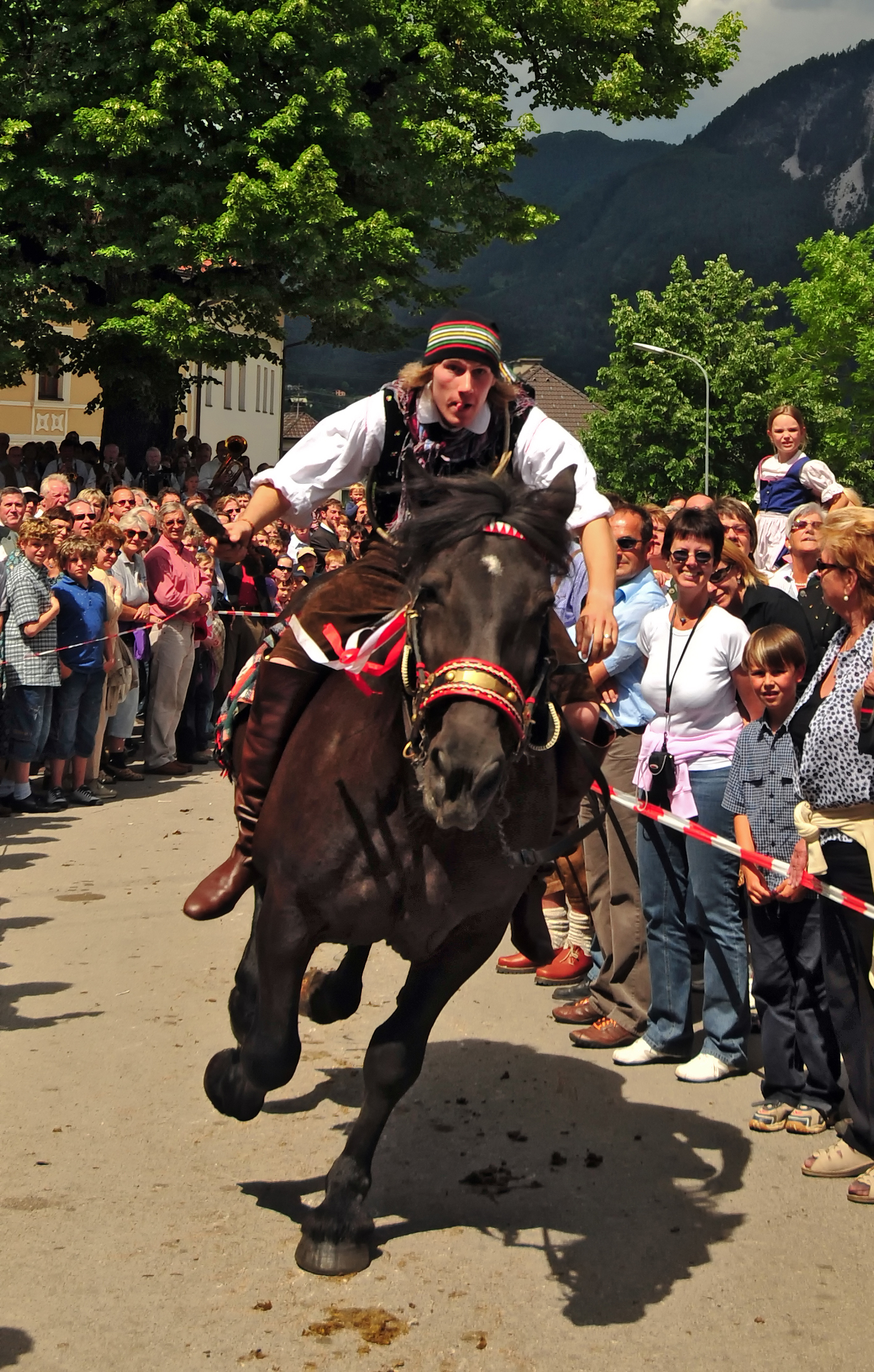
Ritt des Burschen in Gailtaler Tracht auf dem ungesattelten Noriker mit der Eisenkeule in der Hand beim Kufenstechen in Feistritz an der Gail.

In Bayern (für Süddeutsches Kaltblut) wird das abgebildete Brandzeichen verwendet, das im Jahr 1920 eingeführt wurde.
In Österreich wird zwischen folgenden Brandzeichen unterschieden:
- Fohlenbrand: Edelweiß mit Landeskennbuchstabe, z. B.: ST für Steiermark
- Stutbuchbrand: Edelweiß mit N für Stuten, welche in die Stutbuchabteilungen H oder S eingetragen wurden